# Lin Biao
Lin Biao (chinês: 林彪, pinyin: Lín Biāo; por vezes escrito como Lin Piao; 5 de dezembro de 1907 –13 de setembro de 1971) foi um marechal da República Popular da China que teve papel fundamental na vitória dos comunistas na Guerra Civil Chinesa, em especial no nordeste da China. Foi o general que comandou as decisivas campanhas Liaoshen e Pingjin, nas quais ele co-liderou o Exército Manchu até a vitória e conduziu o Exército de Libertação Popular até Pequim. Ele atravessou o Rio Yangtzé em 1949, derrotando decisivamente o Kuomintang e assumindo o controle das províncias costeiras no sudeste da China. Era o terceiro ranqueado entre os dez marechais, ficando abaixo somente de Zhu De e Peng Dehuai, dois marechais mais experientes.
Lin se absteve de assumir um papel mais ativo na política após o fim da guerra civil em 1949, mas com o passar dos anos passou a crescer em importância dentro do Partido Comunista da China. Se encarregou de ocupar uma das funções burocráticas do governo tornando-se um dos vice-ministros adjuntos a partir de 1954, posteriormente também assumiu os cargos de vice-presidente e de ministro de Defesa Nacional, passando assim a possuir três cargos de importância em 1959. Lin foi fundamental na criação do culto de personalidade em torno de Mao Zedong no início dos anos 60, e foi recompensado por seus serviços na Grande Revolução Cultural Proletária sendo o único vice-presidente do Partido Comunista até sua morte em 1971.
Morreu em 13 de setembro de 1971, quando um avião Hawker-Siddeley Trident em que estava a bordo caiu em Öndörkhaan, na Mongólia. Desde então os eventos que levaram ao "Incidente de Lin Biao" são objeto de muita especulação. A versão oficial afirma que Lin e sua família tentaram fugir após um golpe de estado fracassado contra Mao. Outros argumentam que fugiram com medo de serem expurgados, tendo em vista que o relacionamento de Lin com outros líderes do Partido Comunista tornou-se problemático nos últimos anos de sua vida.
Após sua morte, foi oficialmente condenado como traidor do Partido Comunista da China. Ao final dos anos 1970, Lin e a esposa de Mao, Jiang Qing (assim como sua Gangue dos Quatro), foram rotulados como as duas "forças contrarrevolucionárias" principais da Revolução Cultural, recebendo a culpa oficial do governo chinês.
Membro do Partido Comunista da China, participou da Longa Marcha. Dirigiu a luta contra os japoneses na Manchúria e da ofensiva em 1949, que derrotou definitivamente os nacionalistas de Chiang Kai-shek. Participou na Guerra da Coreia comandando um exército de revolucionários chineses.

## Vida

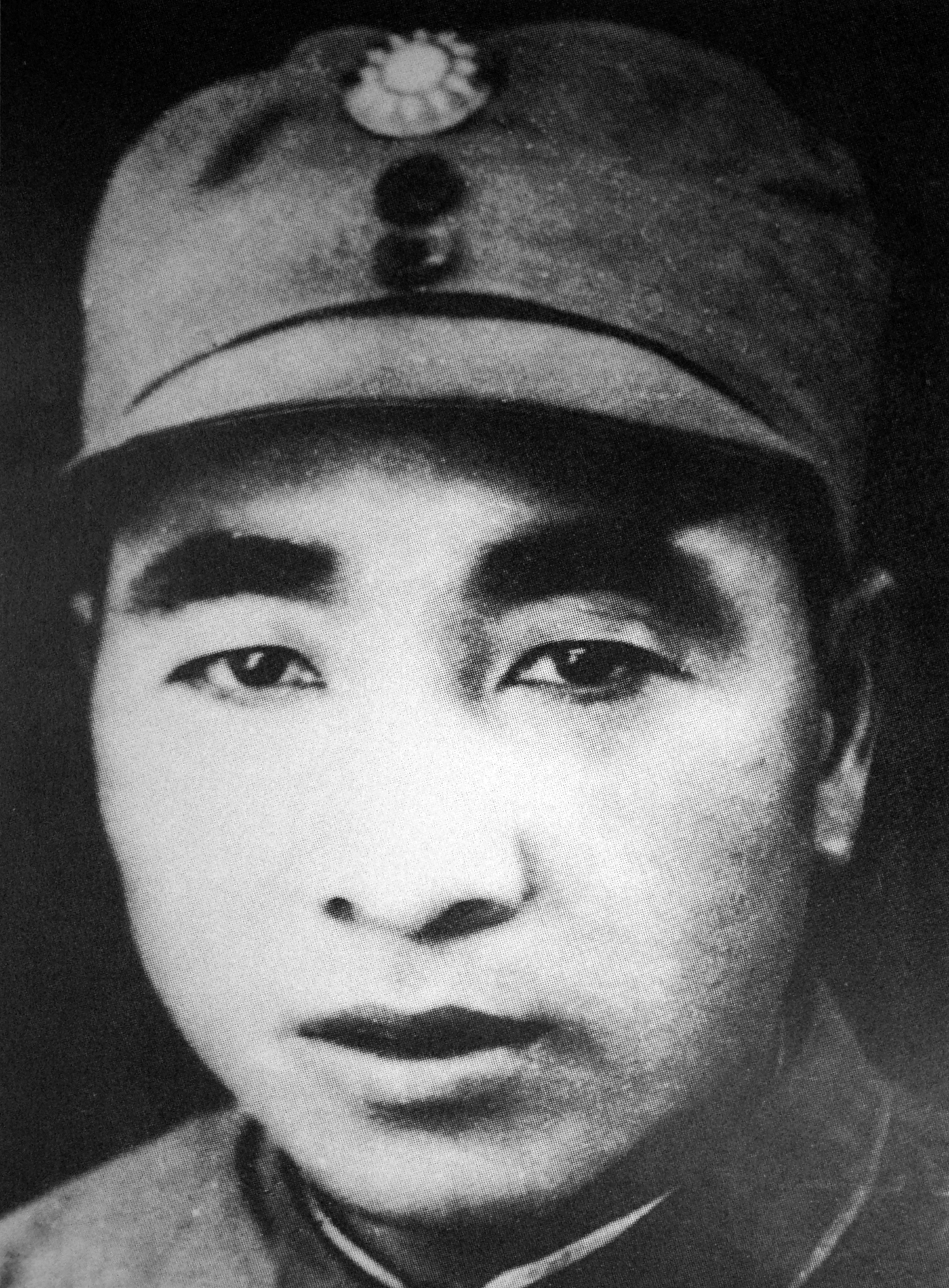
Lin Biao com o uniforme do Kuomintang

### Juventude
Lin Biao foi filho de uma próspera família de comerciantes de Huanggang, Hubei, com o nome de nascença sendo "Lin Yurong". O pai de Lin abriu uma pequena fábrica de artesanato no meio dos anos 10, mas foi forçado a fechar a fábrica devido às "altas taxas impostas pelos militares locais". Após fechar a fábrica, o pai de Lin trabalhou como comissário em um navio a vapor. Lin entrou na escola primária em 1917, e mudou-se para Xangai em 1919 para continuar sua educação. Enquanto criança, Lin tinha muito mais interesse em participar dos movimentos estudantis do que em buscar uma educação formal. Lin foi transferido para a Escola Secundária Wuchang Gongjin (武昌共进中学) aos 15 anos. Entrou em uma organização satélite da Liga da Juventude Comunista antes de se graduar em 1925. Ao final de 1925, participou do Movimento 30 de Maio e ingressou na recém estabelecida Academia Militar de Whampoa (Huangpu) em Cantão.
Como um jovem cadete, Lin admirava a personalidade de Chiang Kai-shek (Jiang Jieshi), que era então o diretor da Academia. Em Whampoa, Lin teve aulas com Zhou Enlai, que era oito anos mais velho do que Lin. Lin não teve contato com Zhou após seu tempo em Whampoa, até que eles se reencontraram novamente em Yan'an no final dos anos 30. A relação de Lin com Zhou nunca foi muito próxima, mas eles raramente se opunham diretamente.
Após graduar-se na Whampoa em 1926, Lin foi atribuído ao regimento comandado por Ye Ting. Menos de um ano após graduar-se na Whampoa, foi mandado para a Expedição do Norte, onde cresceu de vice-líder de pelotão a comandante de batalhão em apenas alguns meses. Durante esse tempo, Lin ingressou no Partido Comunista. Por volta de 1927 Lin já era um coronel.
Quando tinha 20 anos, Lin casou-se com uma garota do interior cujo nome familiar era "Ong". Esse casamento foi arranjado pelos pais de Lin, e o casal nunca ficou muito próximo. Quando Lin deixou o Kuomintang para tornar-se um revolucionário comunista, Ong não acompanhou Lin, e seu casamento efetivamente acabou.

### Guerra Civil Chinesa
Após o racha entre os Comunistas e os Nacionalistas, o comandante de Lin, Ye Ting, juntou forças com He Long e participou da Revolta de Nanchang em 1 de agosto de 1927. Durante a campanha, Lin trabalhou como comandante sob o regimento liderado por Chen Yi. Após o fracasso da revolta, Lin escapou para as bases comunistas nas áreas mais remotas, e juntou-se com Mao Zedong e Zhu De no Soviete de Jiangxi-Fujian em 1928. Após juntar forças com Mao, Lin passou a ser um dos mais próximos apoiadores de Mao.
Lin tornou-se um dos comandantes de campo mais graduados no Soviete de Jiangxi. Comandou o Primeiro Grupo de Exército, e alcançou um nível de poder comparável ao de Peng Dehuai, que comandava o Terceiro Grupo de Exército. De acordo com Otto Braun, representante da Comintern na China, Lin era "politicamente... uma folha em branco na qual Mao pôde escrever como bem quisesse" durante esse período. Após Mao ser removido do poder em 1932 por seus rivais (os 28 Bolcheviques), Lin frequentemente participou de reuniões estratégicas em nome de Mao e atacou abertamente os planos dos inimigos de Mao.
No Soviete de Jiangxi, o Primeiro Grupo de Exército de Lin era o mais equipado e indiscutivelmente a força mais bem-sucedida dentro do Exército Vermelho. Seu exército ficou conhecido por sua mobilidade e por sua habilidade de executar manobras de flanco bem-sucedidas. Entre 1930 e 1933, as forças de Lin capturaram o dobro de prisioneiros de guerra e equipamento militar do que os Terceiro e Quinto Exércitos combinados. Os sucessos das forças de Lin são devidos parcialmente à divisão de trabalho dentro do Exército Vermelho: as forças de Lin era mais ofensivas e menos ortodoxas do que os outros grupos, permitindo que Lin capitalizasse nos sucessos de outros comandantes do Exército Vermelho.
Durante a defesa dos comunistas contra a Quinta Campanha de Cerco de Chiang entre 1933 e 1934, Lin defendeu a estratégia da guerra de guerrilha prolongada, e se opôs à estratégia advogada por Braun e seus apoiadores. Lin acreditava que a melhor forma de destruir os soldados inimigos não era perseguindo-os ou defendendo pontos estratégicos, mas enfraquecendo o inimigo através de subterfúgios, emboscadas, cercos, e ataques surpresa. As posições de Lin geralmente eram compatíveis com as táticas propostas por Mao.
Após as forças de Chiang obterem sucesso em ocupar diversas localizações estratégicas no soviete de Jiangxi, em 1934, Lin foi um dos primeiros comandantes do Exército Vermelho a defender publicamente o abandono do soviete, mas foi contestado pela maioria dos demais comandantes, especialmente Braun e Peng Dehuai. Após os comunistas finalmente decidirem por abandonar a base, mais tarde em 1934, Lin seguiu em sua posição como uma dos comandantes de maio sucesso do Exército Vermelho durante a Longa Marcha. Sob a direção de Mao e Zhou, o Exército Vermelho foi bem sucedido em chegar à remota base comunista de Yanan, Xianxim, em dezembro de 1936.
Lin e Peng Dehuai eram geralmente considerados os melhores comandantes de batalha do Exército Vermelho, e não possuíam qualquer tipo de rivalidade durante a Longa Marcha. Ambos apoiaram a ascensão de Mao à liderança de facto durante a Conferência de Zunyi em janeiro de January 1935. Lin pode até ter ficado insatisfeito de forma privada com a estratégia de Mao de evasão constante ao fim da Longa Marcha, mas continuou apoiando Mao publicamente.